# Khanat Jerewan

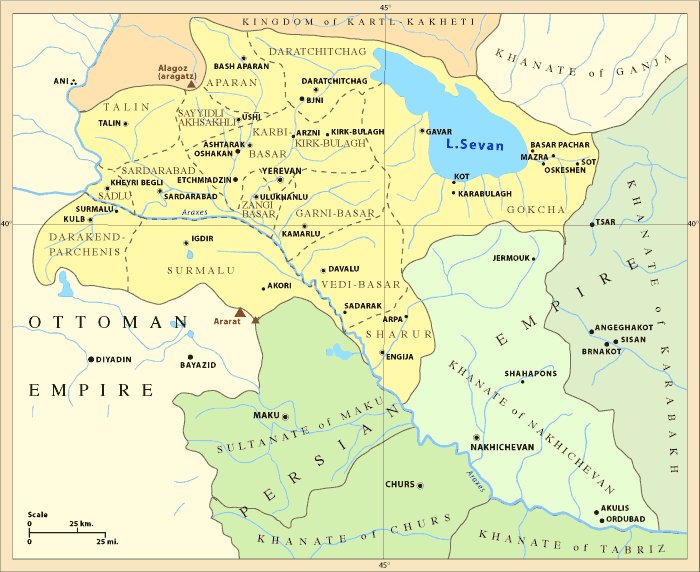
Khanat von Jerewan um 1800

Das Khanat Jerewan oder Eriwan (persisch ایروان, armenisch Երևանի խանություն, aserbaidschanisch İrəvan xanlığı) war ein persischer Vasallenstaat im Kaukasus, der von 1747 bis 1828 existierte. Das Staatsgebiet lag auf dem Territorium der heutigen Zentralarmenischen Provinzen, der türkischen Provinz Iğdır und den Bezirken Şərur und Sadarak in der aserbaidschanischen Autonomen Republik Nachitschewan.

## Geschichte
Nach dem Untergang der Safawiden-Dynastie in Persien eroberten die Osmanen am 7. Juli 1724 das Gebiet von Jerewan. 1735 konnte es Nadir Schah von Persien zurückerobern. 1745 befand sich in der Stadt ein persisches Lager. Dieses wurde daraufhin erfolglos von den Türken angegriffen.
Nach dem Tod Nadir Schahs wurde das Gebiet ein eigenständiges Khanat, welches dennoch unter persischer Oberhoheit stand.
Am 15. Juli 1804 kam es erstmals zu einem Kampf zwischen russischen und persischen Truppen in dem Gebiet, der unentschieden ausging. Am 19. Oktober kapitulierte Jerewan, als die Russen unter General Zizianow zum Angriff übergehen wollten. Das Khanat blieb in der Folgezeit dennoch vorerst persischer Vasall.
Erst im Frieden von Turkmantschai wurde das Khanat an das russische Reich abgetreten und somit russische Provinz.

## Bevölkerung und Kultur

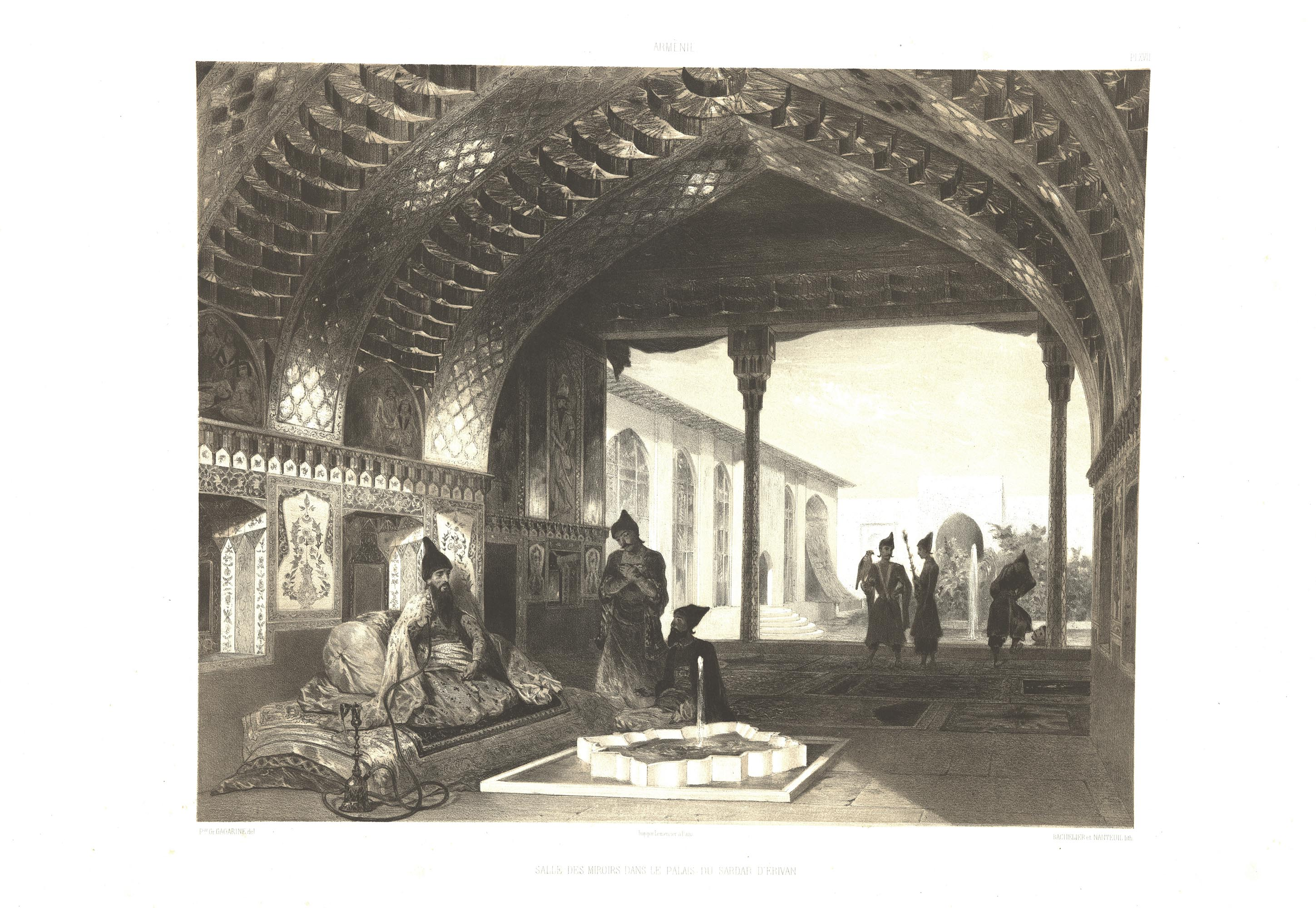
Palast der Khane von Jerewan

Zur Zeit des Khanats bestand die Bevölkerung größtenteils aus Persern, die in der Region um die Hauptstadt Jerewan siedelten, Aserbaidschanern, Armeniern und Kurden. Der schiitische Islam war die am meisten verbreitete Religion, es gab aber auch sunnitische Kurden sowie Jesiden.